# Constante de Mills
Na teoria dos números, a constante de Mills é definida como o menor real positivo A tal que a função piso da dupla exponencial: 
{\displaystyle \lfloor A^{3^{n}}\rfloor }
é um número primo para todos os inteiros positivos n. A constante possui este nome em homenagem a William H. Mills, que provou em 1947 a existência de A, baseado em resultados de Guido Hoheisel e Albert Ingham sobre intervalos entre primos consecutivos. Seu valor é desconhecido, mas se a hipótese de Riemann for verdadeira, seu valor é de aproximadamente 1.3063778838630806904686144926... (sequência A051021 na OEIS).

## Primos de Mills
Os primos gerados pela constante de Mills são conhecidos como Primos de Mills. Se a hipótese de Riemann for verdadeira, seus primeiros termos são:
2, 11, 1361, 2521008887, 16022236204009818131831320183, 4113101149215104800030529537915953170486139623539759933135949994882770404074832568499, ... (sequencia A051254 na OEIS).
Atualmente, o maior primo de Mills conhecido (sob a hipótese de Riemann) é:
{\displaystyle \displaystyle (((((((((2^{3}+3)^{3}+30)^{3}+6)^{3}+80)^{3}+12)^{3}+450)^{3}+894)^{3}+3636)^{3}+70756)^{3}+97220,}
com um comprimento de 20562 dígitos.

## Sketch da Prova
Dada uma sequência {\displaystyle a_{1},a_{2},...}  de inteiros positivos, provaremos que basta que {\displaystyle a_{n}^{3}<a_{n+1}<(a_{n}+1)^{3}} para que exista A tal que {\displaystyle \lfloor A^{3^{n}}\rfloor =a_{n}} para todo n.
Para isso, considere a sequência de intervalos {\displaystyle I_{1},I_{2},...} onde {\displaystyle I_{n}=[a_{n}^{1/3^{n}},(a_{n}+1)^{1/3^{n}}]}.  A condição {\displaystyle a_{n}^{3}<a_{n+1}<(a_{n}+1)^{3}} implica que {\displaystyle I_{1}\supset I_{2}\supset ...}. Segue, portanto, do teorema dos intervalos encaixantes, que existe um número real A que está em todos estes intervalos. Esse número satisfaz o desejado, pois {\displaystyle A\in I_{n}\Rightarrow a_{n}<A^{3^{n}}<a_{n}+1\Rightarrow \lfloor A^{3^{n}}\rfloor =a_{n}}.
Portanto para provar a existência da constante de Mills, basta provar que existe uma sequência de primos {\displaystyle a_{1},a_{2},...} tais que {\displaystyle a_{n}^{3}<a_{n+1}<(a_{n}+1)^{3}} para todo n. A existência desta sequência segue, por exemplo, de um resultado de Cheng, que implica que há ao menos um primo entre n^3 e (n+1)^3 para todo n suficientemente grande. Se assumirmos a hipótese de Riemann, temos ainda que existe tal sequência de primos com {\displaystyle a_{1}=2}, e que que gera o real A minimal pode ser obtida recursivamente, tomando-se {\displaystyle a_{n+1}} como o menor primo maior que {\displaystyle a_{n}^{3}}.

## Cálculo Numérico
Calculando-se a sequência dos primos de Mills, pode-se aproximar a constante de Mills como:
{\displaystyle A\approx a_{n}^{1/3^{n}}.}
Caldwell e Cheng (2005) usaram este método para calcular quase 7 mil dígitos da constante na base 10, assumindo a hipótese de Riemann. Não se conhece uma fórmula fechada para esta constante, e nem se sabe se é um número racional.